# Bailey exterior

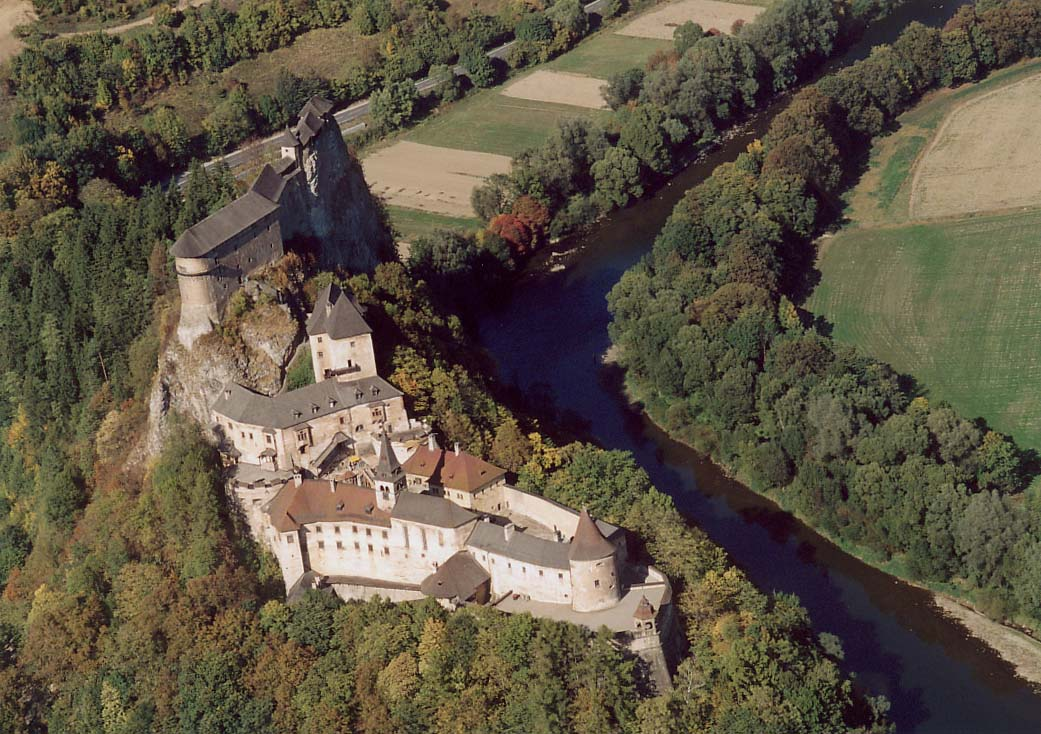
Vista do grande bailey exterior do Castelo de Orava (Eslováquia).

Um bailey exterior ou pátio externo ou ala externa é o recinto externo defendido de um castelo. Ele protege o bailey interior ou pátio interno e geralmente contém os edifícios auxiliares usados para o gerenciamento do castelo ou o abastecimento de seus ocupantes. Esses edifícios domésticos podem incluir oficinas, baias de gado e estábulos; instalações de armazenamento, como celeiros, galpões e celeiros, bem como alojamentos para servos, como empregadas domésticas, trabalhadores agrícolas e até mesmo os governadores do castelo ou castelões. Em muitos casos, havia também uma cervejaria, uma padaria e uma cozinha, se esta última não estivesse localizada no salão ou no palácio. Um pátio externo costumava ser chamado de tribunal de base na Inglaterra. Dependendo da topografia, também pode ser referido como muralha inferior ou ala inferior, estando a manter-se na muralha superior ou ala. O Castelo de Chepstow tem baileys inferior, médio e superior. 
As construções domésticas do schloss continental, frequentemente uma casa senhorial ou palácio, também podem ser chamadas de ala externa (alemão: Vorburg). Estes frequentemente continham uma casa de carruagem ou uma casa de cavaleiro, edifícios que não eram comuns em castelos medievais. Grandes castelos geralmente têm mais de um pátio; exemplos incluem Monschau e Bürresheim. Em alguns castelos maiores, os mercados eram realizados no pátio externo (cf. subúrbio).
Os baileys externos eram geralmente fechados e protegidos por uma parede circular e separados da área de estar real do castelo - a ala interna e a torre de menagem - por um fosso, uma parede e um portão.
Em castelos de planície, o pátio externo é geralmente organizado em forma de meia-lua ao redor do castelo principal. No caso de castelos de colina, as características topográficas do terreno tiveram que ser levadas em consideração, com o resultado de que a muralha externa era geralmente ligeiramente mais baixa do que a ala interna, daí os nomes alternativos de "muralha inferior" ou "ala inferior". O Castelo de Rudelsburg, na Saxônia-Anhalt, é um dos raros casos de um castelo na colina onde os dois baileys estão no mesmo nível.
Em muitos casos, a entrada principal para os aposentos internos passava pelo pátio externo, que formava uma espécie de amortecedor defensivo e muitas vezes também servia como refúgio para os aldeões que viviam fora dos muros do castelo. Isso explica por que a capela do castelo era frequentemente encontrada no pátio: ela servia como igreja paroquial para os plebeus.